# مصر في الألعاب الأولمبية الصيفية 2016
نافست مصر في دورة الألعاب الأولمبية الصيفية 2016 في ريو دي جانيرو، البرازيل، من 05-21 أغسطس 2016.
شاركت مصر أول مرة الألعاب الأولمبية في عام 1912، وقد شارك الرياضيين المصريين في كل دورة من دورات الألعاب الأولمبية الصيفية باستثناء دورتين وهي دورة الألعاب الأولمبية الصيفية 1932 في لوس انجليس في وقت الكساد الكبير، ودورة الألعاب الأولمبية الصيفية 1980 في موسكو بسبب الحرب السوفياتية في أفغانستان وقد حققت مصر ثلاث ميداليات منها ثلاث برونزيات

## التتويجات
| اللاعب     | الرياضة     | الميدالية | ملاحظة                                                         |
| ---------- | ----------- | --------- | -------------------------------------------------------------- |
| سارة سمير  | رفع الأثقال | برونزية   | أول ميدالية لمصر في رفع الأثقال منذ عام 1948                   |
| محمد إيهاب | رفع الأثقال | برونزية   | -                                                              |
| هداية ملاك | التايكوندو  | برونزية   | ثاني ميدالية لمصر في التايكوندو بعد برونزية تامر بيومي في 2004 |